# جهان، جسد و شیطان (فیلم ۱۹۵۹)
«جهان، جسد و شیطان» (انگلیسی: The World, the Flesh and the Devil) فیلمی در ژانر علمی–تخیلی به کارگردانی رونالد مک‌دوگال است که در سال ۱۹۵۹ منتشر شد.
از بازیگران آن می‌توان به اینگر استیونس، مل فرر، باربارا اورست و هری بلافونته اشاره کرد.